# Blackpink: The Movie
Blackpink: The Movie (hangul: 블랙핑크: 더 무비; RR: Beullaekpingkeu: Deo Mubi; estilizado como BLACKPINK THE MOVIE) es una película documental sobre el grupo femenino surcoreano Blackpink, dirigida por Oh Yoon-dong y Jung Su-yee, que recopila imágenes inéditas de los seis años desde el debut de las miembros del grupo, Jisoo, Jennie, Rosé y Lisa; y entrevistas especiales. Fue estrenada en Corea del Sur el 4 de agosto de 2021 y en más de 100 países.
Este forma parte del proyecto "4+1 Project", una serie de eventos organizados por YG Entertainment, sello discográfico de Blackpink, en conmemoración de su quinto aniversario.

## Antecedentes
El 15 de junio de 2021, YG Entertainment anunció de manera sorpresiva que Blackpink llevaría a cabo una serie de actividades como parte de la celebración de su quinto aniversario desde su debut, el 8 de agosto de 2016. Este tendría como nombre "4+1 Project", en directa alusión a las cuatro miembros del grupo y a los fanes. El anuncio vino acompañado únicamente de un póster en el que se indicaba el nombre del proyecto junto a la frase "5th Anniversary".
Al día siguiente, se anunció a través de las redes sociales oficiales del grupo el próximo estreno de Blackpink: The Movie, película en formato documental del grupo, con imágenes nunca antes vistas de la agrupación, desde sus años de preparación. Además se informó que incluirá escenarios inéditos de sus presentaciones musicales, tanto de su concierto online en vivo denominado The Show, realizado el 31 de enero de 2021, como de su gira Blackpink World Tour (In Your Area) de 2018.
El 23 de junio se confirmó que la fecha de lanzamiento definitiva sería el 4 de agosto de 2021, con la publicación del primer póster oficial.

## Sinopsis
Blackpink: The Movie, película sobre el grupo surcoreano Blackpink, se desarrolla en varias secuencias: ‘Memories Room’, que comparte recuerdos de cinco años desde el debut de las integrantes; ‘Beauty’, con intensos cortes de imagen de las cuatro integrantes y sus distintas personalidades; y ‘Unreleased Special Interview’, una sección especialmente preparada para los fanáticos.

## Elenco
- Kim Ji-soo, más conocida como Jisoo.
- Kim Jennie, más conocida como Jennie.
- Rosseane Park, más conocida como Rosé.
- Lalisa Manobal, más conocida como Lisa.

## Producción
El 16 de junio de 2021, junto con la revelación del estreno de la película, se anunció que ésta sería proyectada por CGV en Corea del Sur y en 100 países alrededor de todo el mundo. Además se informó que la película sería producida para diversos formatos, donde CGV tiene la intención de colocar la cinta en los formatos con mayor tecnología para brindar una experiencia real sobre el ambiente musical y de concierto, como Screen X. La cinta se trabajó pensando en su proyección además en salas IMAX y 4DX Screen.

## Estreno
YG Entertainment y el distribuidor CJ 4DPlex confirmaron que la película sería lanzada en más de 100 países, comenzando en seis de ellos, entre los cuales destacan Corea del Sur, Alemania, Finlandia y México, para luego expandirse a otros mercados como el de EE. UU. y el Reino Unido. Además se confirmó su presencia en el mercado de cine coreano de la 74.ª edición del Festival de Cannes.
Para su debut el 4 de agosto, la película se estrenó en más de 100 países y 3.000 salas de cine en todo el mundo. El lanzamiento se retrasó hasta finales de agosto en países del Sudeste Asiático como Indonesia, Tailandia y Malasia debido a las regulaciones de la Pandemia de COVID-19. El número de cines en todo el mundo se expandirá de 3.000 a 4.200 tras su lanzamiento en el Sudeste Asiático.

## Recepción

### Crítica
Tamar Herman de South China Morning Post señaló que «puede ser una producción de la era Pandemia, pero Blackpink the Movie toca el vínculo humano formado entre artistas y oyentes. Es mejor verlo en la pantalla grande con tus amigos, con el lighstick oficial de Blackpink en la mano. Los fanáticos que la vean experimentarán la misma satisfacción, emoción y subidón de adrenalina que sienten después de ver a sus ídolos en vivo en concierto. Es posible que los espectadores no conozcan personalmente a los miembros de Blackpink, pero se sentirán conmovidos al celebrar su éxito».
Rhian Daly de la revista británica NME le dio 3 de 5 estrellas, indicando que «es una gran oportunidad para volver a ver gran parte de las actuaciones de 'The Show' y ver cuánto ha crecido Blackpink en los últimos cinco años. Algunas de las imágenes del concierto se fusionan a la perfección entre la actuación de este año y la gira 2018-2020 del grupo, mostrándolas bailando y cantando las mismas canciones, entonces y ahora. Desafortunadamente, algunos de los aspectos más destacados de 'The Show' no están incluidos, como las presentaciones en solitario de Jisoo y Lisa».

### Taquilla
La película obtuvo casi 500.000 espectadores en todo el mundo en sus primeros cinco días de estreno. Los países con mayor número de espectadores fueron México, Estados Unidos, Turquía, Brasil y Japón. A nivel mundial, la película recaudó más de 4,8 millones de dólares estadounidenses en dos semanas y se convirtió en el estreno cinematográfico de eventos más taquillero del 2021.
En Corea del Sur, la película vendió 5,420 boletos y recaudó $62.483 del 6 al 8 de agosto, ubicándose en el noveno lugar en la taquilla del fin de semana. En general, del 4 al 9 de agosto, la película registró 11,761 en entradas totales y $134,412 en ganancias.